# Level E
Level E (レベルE?, Reberu Ī) è un manga scritto e illustrato da Yoshihiro Togashi. Esso è stato pubblicato da Shūeisha sulle pagine della rivista Weekly Shōnen Jump dal 2 ottobre 1995 al 15 ottobre 1997 e in seguito raccolto in tre volumi tankōbon. L'edizione italiana è stata pubblicata da Planet Manga dal 18 ottobre 2012 al 24 gennaio 2013.
Un adattamento anime è stato prodotto da Pierrot e David Production e mandato in onda su TV Tokyo nel 2011.

## Trama
La Terra è stata popolata da migliaia di alieni provenienti da tutta la galassia, ma i terrestri ne sono inconsapevoli. Baka, principe del pianeta Dogra, ha un incidente e precipita sulla Terra, perdendo la memoria. Fa conoscenza con Yukitaka, uno studente del primo anno delle superiori, che è andato a vivere da solo. La sua vita normale finisce, poiché diventa bersaglio dei tormenti del principe.

## Personaggi
Principe Baka (バカ王子?, Baka-Oji, let. stupido principe)
Doppiato da: Daisuke Namikawa
Il primo principe del pianeta Dogura dall'aspetto un po' effeminato. Ha un QI estremamente alto, ma lo usa soltanto per tormentare chi lo circonda per il proprio divertimento. Il suo vero nome è Baka Ki El Dogra (バ カ = キ = エ ル · ド グ ラ Baka Ki Eru Dogura), ma tutti si riferiscono a lui solo come Principe o Principe Baka.
Yukitaka Tsutsui (筒井雪隆?, Tsutsui Yukitaka)
Doppiato da: Yoshimasa Hosoya
Studente di scuola superiore e coinquilino del principe. Gioca a baseball.
Miho Edogawa (江戸川美歩?, Edogawa Miho)
Doppiato da: Satomi Akesaka
Il vicino di casa di Yukitaka e suo compagno di scuola. È il padre di Miho ed è un ricercatore che studia la vita aliena sulla Terra.
Capitano Kraft (クラフト隊長?, Kurafuto-Taicho)
Doppiato da: Takehito Koyasu
Capitano dell'esercito della Guardia Reale. È al suo decimo anno. La sua priorità principale è quella di fare da guardia del corpo al Principe. Sado, del quinto anno e Colin del primo, sono suoi sottoposti.

## Media

### Anime
L'adattamento anime è stato serializzato da Pierrot e David Production, composto da 13 episodi e mandato in onda in Giappone su TV Tokyo a partire dall'11 gennaio del 2011. La sigla iniziale (Opening), "Cold Finger Girl" (コールドフィンガーガール?, Kōrudo Fingā Gāru), è stata suonata da Chiaki Kuriyama, mentre l'Ending "(Yume) ~Mugennokanata~" (｢夢｣〜ムゲンノカナタ〜?), dai Vivid.

#### Episodi
| Nº | Titolo italiano (versione in lingua inglese come da fonti) | In onda          | In onda |
| Nº | Titolo italiano (versione in lingua inglese come da fonti) | Giapponese       |         |
| 1  | An alien on the planet                                     | 11 gennaio 2011  |         |
| 2  | Run After the Man                                          | 18 gennaio 2011  |         |
| 3  | Risky Game!                                                | 25 gennaio 2011  |         |
| 4  | From the Darkness                                          | 1 febbraio 2011  |         |
| 5  | Here Come Color Ranger!!                                   | 8 febbraio 2011  |         |
| 6  | Dancing in the Trap!!                                      | 15 febbraio 2011 |         |
| 7  | Game Over...!?                                             | 22 febbraio 2011 |         |
| 8  | You're My Darling!                                         | 1 marzo 2011     |         |
| 9  | Love Me Tender                                             | 8 marzo 2011     |         |
| 10 | Boy Meets Girl                                             | 15 marzo 2011    |         |
| 11 | Field of Dreams!                                           | 22 marzo 2011    |         |
| 12 | Half Moon…!                                                | 29 marzo 2011    |         |
| 13 | Full moon…!                                                | 5 aprile 2011    |         |